# أرنولد هايات
أرنولد هايات (بالإنجليزية: Arnold Hiatt)‏ هو شخصية أعمال أمريكي، ولد في 1 يونيو 1928 في ماساتشوستس في الولايات المتحدة.